# Sex with My Ex
«Sex with My Ex» (с англ. — «Секс с моей бывшей») — песня американского рэпера Lil Peep из его посмертного альбома Come Over When You’re Sober, Pt. 2 (2018).

## История и описание
В июне 2018 года в сети появилась неизданная композиция ныне покойного исполнителя. В октябре 2018 года стал известен трек-лист грядущего посмертного альбома, в котором оказался ранее слитый трек.
9 ноября 2018 года состоялась официальная премьера альбома, в котором находился ранее слитый трек, который подвергся небольшим звуковым изменениям. Алекс Зидель из журнала HotNewHipHop поставил песне максимальную оценку «VERY HOTTTTT» (англ. Очень горячо), эквивалентную оценке 5/5.
Издание Pitchfork отмечает, что песня подражает разговорной речи, где «рядом с проницательными замечаниями присутствует банальности». В Rolling Stone назвали «Runaway», «Sex With My Ex» и «Cry Alone» «высшими точками» Come Over When You’re Sober, Pt. 2. Люк Хинз из HotNewHipHop отмечает, что интонации рэпера иллюстрируют, что «он осознает очевидную нелепую природу своих страданий». Агентство «Ассошиэйтед Пресс» назвало песню «горько-сладкой».
10 ноября 2023 года вышел альбом Come Over When You’re Sober, Pt. 2 (og version), в котором вошли почти все оригинальные версии песен, в том числе и Sex With My Ex

## Чарты
| Чарт (2018)                                       | Высшая позиция |
| ------------------------------------------------- | -------------- |
| Швеция (Sverigetopplistan)                        | 1              |
| Новая Зеландия (Official New Zealand Music Chart) | 9              |
| Швейцария (SVK)                                   | 30             |
| Швейцария (CZE)                                   | 43             |